# Cophyla phyllodactyla
Cophyla phyllodactyla es una especie de anfibio anuro de la familia Microhylidae. Es endémica del norte y noroeste de Madagascar.